# Davenport Center
Davenport Center est une census-designated place du comté de Delaware, dans l'État de New York, aux États-Unis,. En 2020, elle compte une population de 344 habitants.